# On est là (M. Pokora)
Cet article concerne le single de M. Pokora. Pour le chant anonyme, voir On est là.
Singles de M. Pokora
Juste un instant
(2012) Merci d'être
(mai 2012)
Pistes de À la poursuite du bonheur
Mon évidence Merci d'être
On est là est le deuxième single extrait de l'album À la poursuite du bonheur du chanteur français M. Pokora. La chanson est écrite par Corneille, Matt Pokora, Matthieu Mendès, Frédéric Chateau.

## Développement
On est là est le deuxième single de À la poursuite du bonheur, il fait suite à la chanson Juste un instant.

## Clip vidéo
Le clip est tourné en Espagne, à Barcelone.

## Classement par pays
| Classement (2012)                       | Meilleure position |
| --------------------------------------- | ------------------ |
| Belgique (Wallonie Ultratip 50)         | 1                  |
| Belgique (Wallonie Ultratop 50 Singles) | 42                 |
| France (SNEP)                           | 38                 |